# Bokator

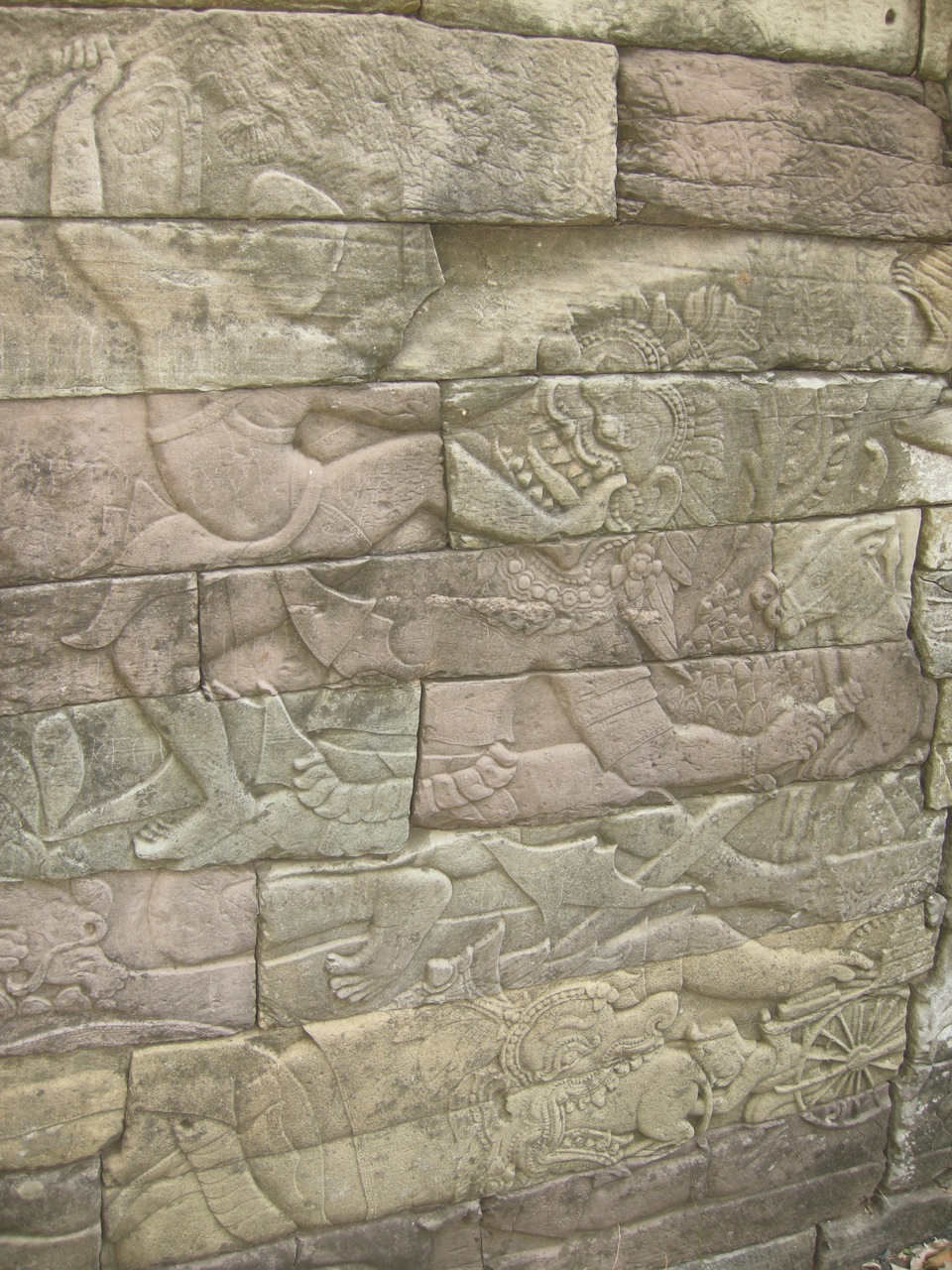
Detal reliefu w Angkor Wat

Bokator (język khmerski:  La bok ka tao dosłownie "tłuczenie lwa") – starożytna khmerska sztuka walki. Nazwa oparta jest na dawnej legendzie, wedle której pewien wojownik miał bez użycia broni pokonać lwa. Sceny przedstawiające różne techniki walki widnieją na płaskorzeźbach w Angkorze. Niewielu mistrzów przeżyło masakry ze strony Czerwonych Khmerów. Aktualnie czynione są wysiłki mające na celu odrodzenie tej formy walki wręcz.

## Charakterystyka
Bokkatao cechuje się głównie wykorzystaniem ciosów za pomocą kolan i łokci. Istnieje szereg technik opartych na naśladowaniu zachowania zwierząt.